# 沃倫縣 (紐約州)
沃倫縣（英語：Warren County）是美国纽约州東部的一個縣，面積2,413平方公里。2020年人口統計為65,737人。縣治昆斯伯里。該縣成立於1813年，縣名紀念在美國獨立戰爭中邦克山戰役戰死的約瑟·瓦倫。